# كارلوس جويريكو
كارلوس جويريكو (1889 – 7 ديسمبر 1958) هو مبارز بالسيف أرجنتيني راحل، مثّل بلاده في الألعاب الأولمبية الصيفية 1924.

## روابط خارجية
كارلوس جويريكو على موقع أوليمبيديا (الإنجليزية)